# Myrtle Corbin

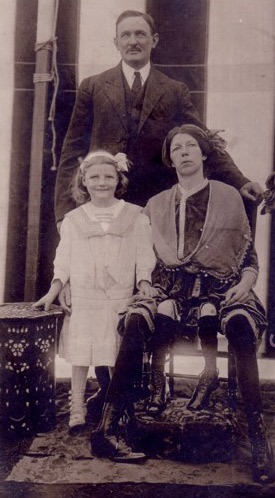
Myrtle Corbin s manželem a dcerou

Josephine Myrtle Corbin (12. května 1868, Lincoln County, Tennessee – 6. května 1928, Cleburne, Texas) se narodila s velmi vzácnou nemocí zvanou dipygus, což znamená, že se vytvoří dvě navzájem oddělené pánve, každá s jedním párem nohou a potom se všechny orgány duplikují. Laicky řečeno, všechno od pasu dolů měla zdvojené. Její dvě prostřední nohy byly příliš slabé na chůzi, ale byla s nimi schopná hýbat. Vystupovala po různých show a byla známá jako „Čtyřnohá dívka z Texasu“. V devatenácti letech se provdala za doktora Clintona Bicknella. Porodila čtyři dcery a syna. Traduje se, že tři z jejích dětí se zrodily z jedné a dvě z druhé vaginy. Vyměšování stolice a močení nastávalo v různou dobu, ale menstruace nastávala vždy zároveň.